# Шарпак, Жорж
Жорж Шарпа́к (фр. Georges Charpak, в семье и среди знакомых — Гриша Шарпак; 1 августа 1924 — 29 сентября 2010) — французский физик, лауреат Нобелевской премии по физике в 1992 году.

## Биография
Жорж Шарпак (при рождении Гриша Харпак) родился в волынском местечке Дубровица (тогда в Польше, ныне — Ровенская область Украины), в еврейской семье. Когда ему было три года, семья (родители — Мотл Харпак, впоследствии Морис Шарпак, и Хана Шапиро, впоследствии Анна Шапиро) покинула Польшу и поселилась в Хайфе (подмандатная Палестина, где его отец устроился камнетёсом на дорожных работах). 
В 1931 году семья через Польшу переехала в Париж (где ранее обосновались родственники отца). Прочитанная по правилам французского языка фамилия Charpak стала звучать как Шарпак. Вспоминал, что в юности присоединился к антифашистским организациям — молодым социалистам из «Красных соколов» и «Лиге молодёжных общежитий» анархо-троцкистской направленности.
Во время Второй мировой войны с поддельными документами на имя Georges Charpentier (Жорж Шарпентье) Жорж Шарпак с родителями бежал на свободный от немецкой оккупации юг Франции. Там, установив контакты с Фран-тирёрами и партизанами и группой «Комба», участвовал в Движении Сопротивления и в 1943 году был заключен в тюрьму властями режима Виши. Коллективная попытка побега оттуда провалилась, тринадцать его товарищей были застрелены, и 18 июня 1944 года он был депортирован в нацистский концентрационный лагерь Дахау, где оставался до его освобождения американскими войсками Паттона в 1945 году. 
После окончания обучения в Лицее Монпелье в 1945 году, он поступил в парижский «École des Mines» («Горная школа Парижа»), одно из самых престижных технических учебных заведений во Франции. В следующем году он становится натурализованным гражданином Франции.
После окончания Парижской школы горного дела (фр. École des Mines) в 1948 году Шарпак получает степень бакалавра в горном деле и начинает работать в Национальном центре научных исследований. В 1954 году получает степень доктора в области ядерной физики в Коллеж де Франс (фр. Collège de France), где он работал в лаборатории Фредерика Жолио-Кюри. 
В 1959 году присоединяется к команде исследователей в Европейском центре по ядерным исследованиям (ЦЕРН, фр. CERN) в Женеве. Здесь в 1968 году он совершил свое главное открытие — создал мультиэлектродную пропорциональную камеру («камеру Шарпака») для детектирования элементарных частиц, без использования которой до настоящего времени не обходится ни один эксперимент в области физики высоких энергий.
В 1984 году одновременно становится профессором в Школе углубленного изучения физики и химии в Париже.
В 1985 году Шарпак стал членом Французской Академии наук. В 1992 году ему присуждается Нобелевская премия по физике «за открытие и создание детекторов частиц, в частности многопроволочной пропорциональной камеры».
Шарпак являлся активным сторонником использования мирной ядерной энергии. Подписал «Предупреждение человечеству» (1992). Он — член Совета спонсоров журнала Bulletin of the Atomic Scientists.
В 1953 году женился на Доминике Видаль, с которой у них было трое детей, включая педиатра Натали Шарпак.
Младший брат — французский киноактёр и режиссёр Андре Шарпак (фр. André Charpak, род. 1930).

## Награды и признание
- 1960 — Серебряная медаль Национального центра научных исследований
- 1973 — Prix Jean-Ricard[фр.]
- 1989 — Премия в области физики частиц и физики высоких энергий
- 1992 — Нобелевская премия по физике
- 2007 — Офицер Ордена Почётного легиона